# Embalse de Valmayor
Embalse de Valmayor är en reservoar i Spanien.   Den ligger i provinsen Provincia de Madrid och regionen Madrid, i den centrala delen av landet, 30 km väster om huvudstaden Madrid. Embalse de Valmayor ligger 827 meter över havet. Arean är 5,9 kvadratkilometer. Omgivningarna runt Embalse de Valmayor är i huvudsak ett öppet busklandskap. Den sträcker sig 6,2 kilometer i nord-sydlig riktning, och 3,4 kilometer i öst-västlig riktning.